# Alexis Sauzay
Pour les articles homonymes, voir Sauzay.
Charles Antoine Alexandre Sauzay, dit Alexis Sauzay ou Alzay, né à Paris le 7 janvier 1803 et mort à Paris 9e le 14 janvier 1870, est un auteur dramatique français.

## Biographie
Conservateur adjoint au musée du Louvre (1862), on lui doit des pièces de théâtre sous le pseudonyme d'Alzay ainsi que des ouvrages sur la verrerie et le bois sculpté.  

## Œuvres
Théâtre
- Le Boulevard du crime, vaudeville populaire en 2 actes, avec Xavier Veyrat, Théâtre des Folies-Dramatiques, 8 juin 1841
- Marie, ou Un dévouement de jeune fille, drame vaudeville en 3 actes, avec Charles-Hippolyte Dubois-Davesnes, Folies-dramatiques, 13 janvier 1842
- Mademoiselle Bruscambille, comédie vaudeville en 1 acte, par Déaddé Saint-Yves, Théâtre de l'Ambigu-Comique, 25 décembre 1844
- La Reine d'Yvetot, vaudeville en 1 acte, avec Dubois-Davesnes, Théâtre des Variétés, 18 janvier 1848

Arts
- Notice de la verrerie et des vitraux, 1867
- La Verrerie depuis les temps les plus reculés jusqu’à nos jours, 1868
- La Verrerie, avec Albert Jacquemart, 1876